# Dicranopselaphus rufescens
Dicranopselaphus rufescens är en skalbaggsart som beskrevs av Guérin-Méneville 1861. Dicranopselaphus rufescens ingår i släktet Dicranopselaphus och familjen Psephenidae. Inga underarter finns listade i Catalogue of Life.